# عبد الرحمن آل ثابت
عبد الرحمن آل ثابت مواليد 17 يوليو 1992 في السعودية، هو لاعب كرة قدم سعودي .
لعب سابقاً لنادي ضمك ونادي جرش .